# 桜台 (相模原市)
桜台（さくらだい）は、神奈川県相模原市南区の町名。丁目の設定のない単独町名である。住居表示実施済区域。相模台地区のうちの一つである。

## 地理
南区のやや南寄りに位置する。西は相模台、北は双葉、東は南台、南は相模台団地（いずれも相模台地区）とそれぞれ接する。
町内の半分近くを国立病院機構相模原病院の土地が占めており、病院西側には集合住宅「相模台第二団地」が存在する。

## 歴史
- 1970年（昭和45年）7月1日 : 桜台を設置、同時に住居表示実施。設置実施前までは上鶴間や磯部の各一部だった（南区の地域も参照）。

## 世帯数と人口
2020年（令和2年）10月1日現在（国勢調査）の世帯数と人口（総務省調べ）は以下の通りである。
| 町丁 | 世帯数  | 人口  |
| ---- | ------- | ----- |
| 桜台 | 450世帯 | 845人 |

### 人口の変遷
国勢調査による人口の推移。
| 年                 | 人口 |
| ------------------ | ---- |
| 1995年（平成7年）  | 996  |
| 2000年（平成12年） | 858  |
| 2005年（平成17年） | 996  |
| 2010年（平成22年） | 877  |
| 2015年（平成27年） | 912  |
| 2020年（令和2年）  | 845  |

### 世帯数の変遷
国勢調査による世帯数の推移。
| 年                 | 世帯数 |
| ------------------ | ------ |
| 1995年（平成7年）  | 342    |
| 2000年（平成12年） | 309    |
| 2005年（平成17年） | 409    |
| 2010年（平成22年） | 396    |
| 2015年（平成27年） | 452    |
| 2020年（令和2年）  | 450    |

## 学区
市立小・中学校に通う場合、学区は以下の通りとなる（2018年2月時点）
| 番地 | 小学校               | 中学校                 |
| ---- | -------------------- | ---------------------- |
| 全域 | 相模原市立桜台小学校 | 相模原市立相模台中学校 |

- 全域にわたって指定変更許可区域。

## 事業所
2021年（令和3年）現在の経済センサス調査による事業所数と従業員数は以下の通りである。
| 町丁 | 事業所数 | 従業員数 |
| ---- | -------- | -------- |
| 桜台 | 17事業所 | 1,140人  |

### 事業者数の変遷
経済センサスによる事業所数の推移。
| 年                 | 事業者数 |
| ------------------ | -------- |
| 2016年（平成28年） | 16       |
| 2021年（令和3年）  | 17       |

### 従業員数の変遷
経済センサスによる従業員数の推移。
| 年                 | 従業員数 |
| ------------------ | -------- |
| 2016年（平成28年） | 1,002    |
| 2021年（令和3年）  | 1,140    |

## 交通

### 路線バス
- 神奈川中央交通（神奈中バス、相模原営業所）
  - 町内の国立病院機構相模原病院を経由するバスについては、小田急相模原駅（小田急小田原線）から北里大学病院間などを結ぶ小04・14系統のバスや小田急相模原駅から古淵駅（JR横浜線）や町田バスセンター（JR横浜線や小田急小田原線の町田駅方面）を結ぶ古09・町09系統のバスがそれぞれ乗り入れている。この他、同字の北側の道路に沿いながら相模大野駅（小田急小田原線）方面から北里大学病院または女子美術大学間を走行する大55・58・59・60系統のバスも通っている。

なお、この桜台区域内に国道や神奈川県道は通過していない。

## 施設
行政
- 相模原市立相模台こどもセンター
- 独立行政法人高齢・障害・求職者雇用支援機構 神奈川障害者職業センター

教育
- 中学校
  - 相模原市立相模台中学校
- その他
  - 神奈川障害者職業能力開発校

病院
- 国立病院機構相模原病院

公園・スポーツ施設
- 相模台公園
- 相模台公園テニス場

## その他

### 日本郵便
- 郵便番号 : 252-0315[3]（集配局 : 座間郵便局[14]）。